# Station La Penne-sur-Huveaune
Station La Penne-sur-Huveaune is een spoorwegstation in de Franse gemeente La Penne-sur-Huveaune.